# Р-11
Р-11/Р-11М (Индекс ГРАУ — 8А61/8К11, по классификации МО США и НАТО — SS-1 Scud-A (с англ. — «Шквал»), экспортное обозначение — R-170) — советская жидкостная одноступенчатая баллистическая ракета на долгохранимых компонентах топлива.

## История

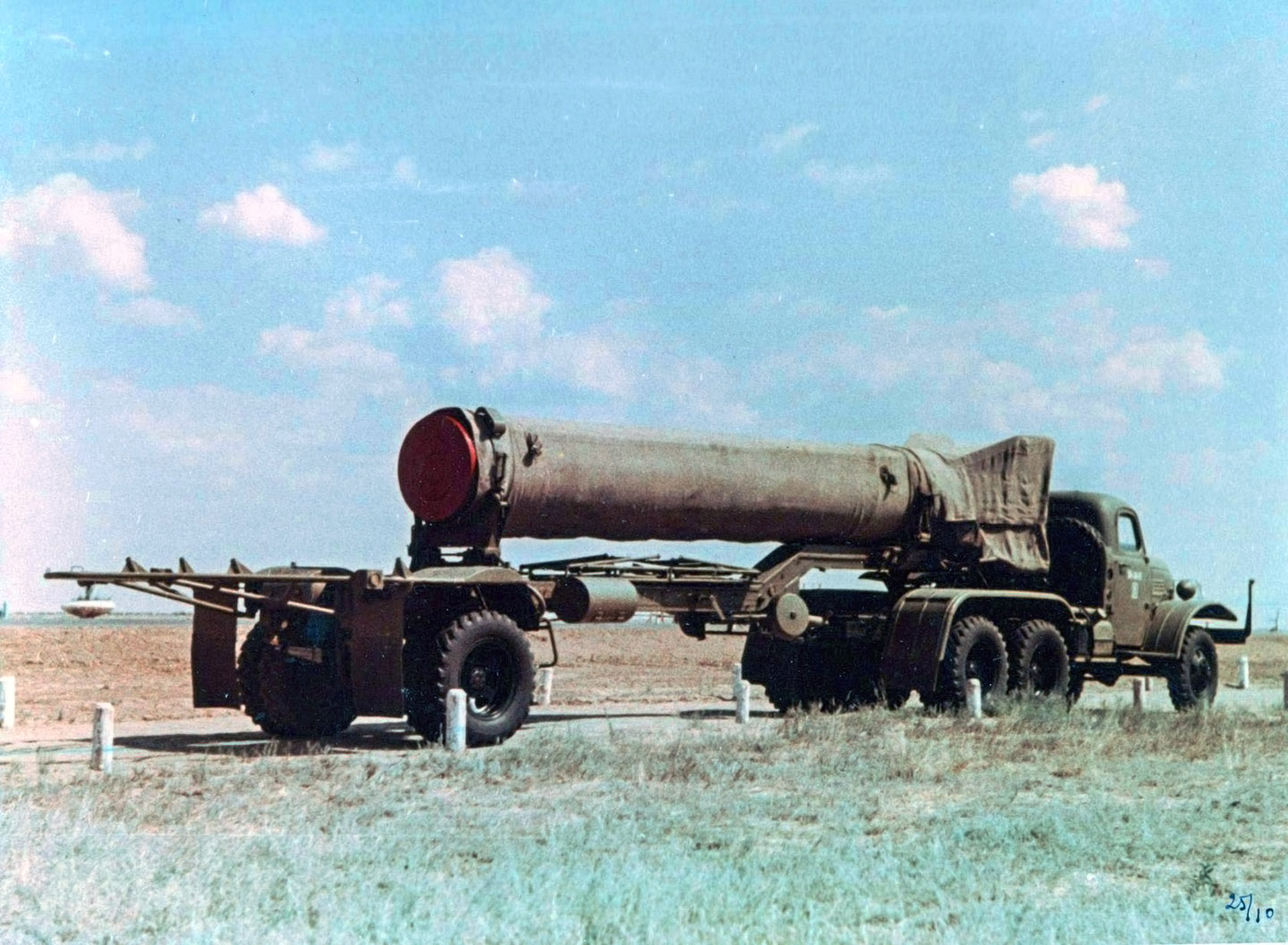
Ракета Р-11 в походном положении на полигоне Капустин Яр

Первые советские управляемые жидкостные ракеты, разработанные на основе немецкой А-4 (Фау-2), стали поступать на вооружение с начала 1950-х годов. Они имели существенный недостаток — в качестве окислителя у них использовался жидкий кислород. Это не позволяло поддерживать готовность ракеты к пуску продолжительное время (вследствие испарения кислорода и необходимости постоянной его дозаправки), а также ставило стартовые подразделения в зависимость от кислорододобывающих заводов, что сковывало мобильность этих подразделений и повышало их уязвимость.
Кроме того, весьма ненадёжным был и сам процесс запуска «спиртовых» ракет: так как компоненты топлива (спирт и жидкий кислород) не являются самовоспламеняющимися, то для запуска двигателя необходимо вводить в сопло специальное «зажигающее устройство» (деревянную конструкцию с магниевой лентой), при поджиге которого производится пролив из двигателя спирта и кислорода.
Поэтому, в 1950 году согласно постановлению правительства были начаты научно-исследовательские работы по теме «Н2» с целью изучения возможностей создания баллистических управляемых ракет большой дальности на высококипящих компонентах топлива. При этом были использованы немецкие наработки по ракете «Вассерфаль» (Wasserfall).
Использование энергоёмких компонентов ракетного топлива (основное горючее — светлые нефтепродукты, окислитель — «меланж» на основе концентрированной азотной кислоты, пусковое горючее, самовоспламеняющееся при контакте с окислителем, «продукт Самин» — аналог немецкой жидкости «Тонка») и вытеснительного (давлением сжатого газа) способа подачи компонентов топлива в жидкостный ракетный двигатель позволило значительно сократить массо-габаритные характеристики новой ракеты и её стоимость, а также значительно увеличить время нахождения ракеты в высших степенях готовности.
Ракета Р-11, разработанная по результатам этих исследований, обеспечивала такую же дальность стрельбы, что и Р-1, но имела в 2,5 раза меньшую стартовую массу (однако при этом пришлось снизить и вес боевой части).

### Испытания
| Перечень пусков Р-11 на испытаниях   | Перечень пусков Р-11 на испытаниях   | Перечень пусков Р-11 на испытаниях   | Перечень пусков Р-11 на испытаниях   | Перечень пусков Р-11 на испытаниях   | Перечень пусков Р-11 на испытаниях   | Перечень пусков Р-11 на испытаниях   | Перечень пусков Р-11 на испытаниях   | Перечень пусков Р-11 на испытаниях   | Перечень пусков Р-11 на испытаниях                                                     |
| № п/п                                | Дата пуска                           | Тип и заводской № ракеты             | Место старта                         | Дальность, км                        | Отклонение X (по дальности), км      | Отклонение Z (по боку), км           | Расчёт                               | Результат пуска                      | Примечание                                                                             |
| Первый этап экспериментальных пусков | Первый этап экспериментальных пусков | Первый этап экспериментальных пусков | Первый этап экспериментальных пусков | Первый этап экспериментальных пусков | Первый этап экспериментальных пусков | Первый этап экспериментальных пусков | Первый этап экспериментальных пусков | Первый этап экспериментальных пусков | Первый этап экспериментальных пусков                                                   |
| ------------------------------------ | ------------------------------------ | ------------------------------------ | ------------------------------------ | ------------------------------------ | ------------------------------------ | ------------------------------------ | ------------------------------------ | ------------------------------------ | -------------------------------------------------------------------------------------- |
| 1                                    | 18 апреля 1953                       | Р-11                                 | 4 ГЦП                                | 270                                  |                                      |                                      |                                      | Авария                               | Производственный дефект в цепи БСУ по тангажу, упала в 765 метрах от стартового стола. |
| 2                                    | 28 апреля 1953                       | Р-11                                 | 4 ГЦП                                | 270                                  | -41,607                              | +0,133                               |                                      | Норма                                |                                                                                        |
| 3                                    | 9 мая 1953                           | Р-11                                 | 4 ГЦП                                | 270                                  | -21,448                              | +0,677                               |                                      | Норма                                |                                                                                        |
| 4                                    | 17 мая 1953                          | Р-11                                 | 4 ГЦП                                | 270                                  | −2,445                               | −1,064                               |                                      | Норма                                |                                                                                        |
| 5                                    | 22 мая 1953                          | Р-11                                 | 4 ГЦП                                | 250                                  | +7,202                               | +1,155                               |                                      | Норма                                |                                                                                        |
| 6                                    | 26 мая 1953                          | Р-11                                 | 4 ГЦП                                | 250                                  | -9,220                               | +5,910                               |                                      | Норма                                |                                                                                        |
| 7                                    | 27 мая 1953                          | Р-11                                 | 4 ГЦП                                | 250                                  | +5,408                               | +1,602                               |                                      | Норма                                |                                                                                        |
| 8                                    | 28 мая 1953                          | Р-11                                 | 4 ГЦП                                | 250                                  | +3,300                               | +0,970                               |                                      | Норма                                |                                                                                        |
| 9                                    | 30 мая 1953                          | Р-11                                 | 4 ГЦП                                | 250                                  |                                      |                                      |                                      | Авария                               | Негерметичность ДУ                                                                     |
| 10                                   | 3 июня 1953                          | Р-11                                 | 4 ГЦП                                | 250                                  | +5,480                               | +1,06                                |                                      | Норма                                |                                                                                        |
| Доводочные испытания                 |                                      |                                      |                                      |                                      |                                      |                                      |                                      |                                      |                                                                                        |
| 11                                   | 20 апреля 1954                       | Р-11                                 | 4 ГЦП                                | 270                                  | +0,070                               | −0,572                               |                                      | Норма                                |                                                                                        |
| 12                                   | 22 апреля 1954                       | Р-11                                 | 4 ГЦП                                | 270                                  | −1,052                               | −0,467                               |                                      | Норма                                |                                                                                        |
| 13                                   | 24 апреля 1954                       | Р-11                                 | 4 ГЦП                                | 270                                  | −0,483                               | −2,240                               |                                      | Норма                                |                                                                                        |
| 14                                   | 27 апреля 1954                       | Р-11                                 | 4 ГЦП                                | 270                                  | +2,816                               | −2,156                               |                                      | Норма                                |                                                                                        |
| 15                                   | 4 мая 1954                           | Р-11                                 | 4 ГЦП                                | 270                                  | −1,745                               | −0,950                               |                                      | Норма                                |                                                                                        |
| 16                                   | 5 мая 1954                           | Р-11                                 | 4 ГЦП                                | 270                                  | -35,340                              | -28,836                              |                                      | Авария                               | Авария на 80-й секунде полёта — выход из строя автомата стабилизации по всем каналам.  |
| 17                                   | 6 мая 1954                           | Р-11                                 | 4 ГЦП                                | 270                                  | −1,623                               | −0,742                               |                                      | Норма                                |                                                                                        |
| 18                                   | 8 мая 1954                           | Р-11                                 | 4 ГЦП                                | 270                                  | −1,865                               | −0,343                               |                                      | Норма                                |                                                                                        |
| 19                                   | 12 мая 1954                          | Р-11                                 | 4 ГЦП                                | 270                                  | +0,060                               | −2,100                               |                                      | Норма                                |                                                                                        |
| 20                                   | 13 мая 1954                          | Р-11                                 | 4 ГЦП                                | 270                                  | −3,500                               | −2,900                               |                                      | Норма                                |                                                                                        |
| Пристрелочные испытания              |                                      |                                      |                                      |                                      |                                      |                                      |                                      |                                      |                                                                                        |
| 21                                   | 31 декабря 1954                      | Р-11                                 | 4 ГЦП                                | 270                                  | −1,090                               | −0,870                               |                                      | Норма                                |                                                                                        |
| 22                                   | 12 января 1955                       | Р-11 № К3-3                          | 4 ГЦП                                | 270                                  | −1,357                               | −0,680                               |                                      | Норма                                |                                                                                        |
| 23                                   | 14 января 1955                       | Р-11 № К3-4                          | 4 ГЦП                                | 270                                  | +4,284                               | −1,367                               |                                      | Норма                                |                                                                                        |
| 24                                   | 21 января 1955                       | Р-11 № К3-6                          | 4 ГЦП                                | 270                                  | +1,987                               | −1,908                               |                                      | Норма                                |                                                                                        |
| 25                                   | 21 января 1955                       | Р-11 № К3-5                          | 4 ГЦП                                | 270                                  | +2,683                               | −1,387                               |                                      | Норма                                |                                                                                        |
| Зачётные испытания                   |                                      |                                      |                                      |                                      |                                      |                                      |                                      |                                      |                                                                                        |
| 26                                   | 28 января 1955                       | Р-11 № К3-14                         | 4 ГЦП                                | 270                                  | +3,398                               | +4,640                               |                                      | Норма                                |                                                                                        |
| 27                                   | 2 февраля 1955                       | Р-11 № К3-10                         | 4 ГЦП                                | 270                                  |                                      |                                      |                                      | Авария                               |                                                                                        |
| 28                                   | 10 февраля 1955                      | Р-11 № К3-9                          | 4 ГЦП                                | 270                                  | +0,843                               | −1,211                               |                                      | Норма                                |                                                                                        |
| 29                                   | 11 февраля 1955                      | Р-11 № К3-8                          | 4 ГЦП                                | 270                                  | +1,914                               | +2,047                               |                                      | Норма                                |                                                                                        |
| 30                                   | 15 февраля 1955                      | Р-11 № С3-12                         | 4 ГЦП                                | 55                                   | −0,335                               | −0,442                               |                                      | Норма                                |                                                                                        |
| 31                                   | 17 февраля 1955                      | Р-11 № С3-15                         | 4 ГЦП                                | 55                                   | +0,081                               | +0,670                               |                                      | Норма                                |                                                                                        |
| 32                                   | 17 февраля 1955                      | Р-11 № С3-7                          | 4 ГЦП                                | 55                                   | −0,186                               | +0,382                               |                                      | Норма                                |                                                                                        |
| 33                                   | 19 февраля 1955                      | Р-11 № С3-13                         | 4 ГЦП                                | 270                                  | +0,497                               | −1,074                               |                                      | Норма                                |                                                                                        |
| 34                                   | 21 февраля 1955                      | Р-11 № С3-16                         | 4 ГЦП                                | 270                                  | +3,343                               | −0,339                               |                                      | Норма                                |                                                                                        |
| 35                                   | 22 февраля 1955                      | Р-11 № С3-11                         | 4 ГЦП                                | 270                                  | +1,164                               | +0,096                               |                                      | Норма                                |                                                                                        |

### Эксплуатация
Принципы боевого применения, а также система подготовки и обслуживания ракет Р-11 практически мало отличались от Р-1 и Р-2. Соответственно сходной была и штатная структура стартовых и технических подразделений.
В первых ракетных формированиях основной тактической единицей был отдельный ракетный (инженерный) дивизион (ордн). По три ракетных дивизиона (в некоторых соединениях — два или четыре) входили в состав ракетных соединений — инженерных бригад РВГК (ранее — бригад особого назначения РВГК). После передачи части таких формирований в состав РВиА Сухопутных войск СССР, с 1958—1959 годов эти соединения стали называть ракетными бригадами (рбр).
Каждый ордн в своем составе имел батарею управления, три стартовые батареи, техническую и парковую батареи, а также подразделения обеспечения, необходимые для ведения самостоятельного хозяйства.
В 1956—1957 годах 233-я инженерная бригада РВГК (в последующем 233-я рбр), дислоцированная в г. Клинцы (в 1958 г. передислоцирована в ГСВГ) была перевооружена с Р-1 на Р-11. В сентябре 1957 года с 15-м ордн из состава 233-й бригады было проведено опытное тактическое учение с пусками 9 боевых ракет (учения проводились на фоне армейской наступательной операции). Учения показали, что дивизион очень громоздок (более 152 крупногабаритных машин), имеет малую манёвренность и подвижность, на марше растягивается в очень длинную, плохо управляемую колонну. Тогда и встал вопрос о нецелесообразности иметь в дивизионе техническую и парковую батареи (в последующем, в 1959 году, часть их функций была передана в специально сформированную техническую батарею бригады, а в дивизионе остался только ракетно-технический взвод).
После передачи 77-й, 90-й и 233-й инженерных бригад РВГК, имевших на вооружении Р-11, в состав сухопутных войск, Директивой ГШ ВС предписывалось в военных округах и группах войск с 1958 года начать поэтапное формирование армейских и фронтовых ракетных бригад. К тому времени на вооружение уже стала поступать ракета Р-11М (8К11), и перевооружённые и вновь формируемые ракетные бригады получили статус ракетно-ядерных формирований в составе сухопутных войск.

## Конструкция
Ракета Р-11 была разработана в ОКБ-1 С. П. Королёва. Является единственной советской ракетой у которой значились два главных конструктора — С. П. Королёв и М. К. Янгель. Первый успешный пуск состоялся 21 мая 1953 года, а на вооружение ракета была принята в 1957 году. Первые модификации имели дальность 270 километров и очень невысокую точность: круговое вероятное отклонение составляло 3 км. Главное отличие Р-11 (и её модификаций) от более ранних ракет (Р-1 и Р-2) — несущие баки горючего и окислителя, благодаря использованию которых удалось значительно уменьшить общий вес сухого изделия. Ракета имела неотделяемую в полёте фугасную боевую часть. На Р-11 применялась вытеснительная система подачи топлива. В отличие от классической схемы Р-1, отдельного приборного отсека для размещения аппаратуры системы управления не имела, часть аппаратуры размещалась в межбаковом пространстве (между баками горючего и окислителя), часть в хвостовом отсеке.
В качестве компонентов ракетного топлива на Р-11 использовалось основное горючее Т-1 на основе керосина и окислитель АК-20, в котором 80 % составляла азотная кислота. В качестве пускового горючего использовалось ТГ-02 «Самин», самовоспламеняющееся при контакте с окислителем.
Пуск ракеты осуществлялся со стартового стола, устанавливаемого на грунт. Подъём ракеты в вертикальное положение выполнялся так же, как и у Р-1 — с помощью установочного лафета, на который предварительно перегружалась ракета с транспортировочной тележки. В 1955 году был испытан (и позже принят на вооружение) установщик 8У227, который «захватывал» ракету с транспортировочной тележки, разворачивал её на весу и сразу устанавливал на стартовый стол. Это позволило значительно сократить время предстартовой подготовки. Несколько позже для транспортировки и запуска ракет Р-11М был разработан самоходный стартовый агрегат 8У218 на базе ИСУ-152.
В 1954 году стоимость серийной ракеты Р-11 составляла 350-400 тыс. руб.

## Модификации

### Р-11М

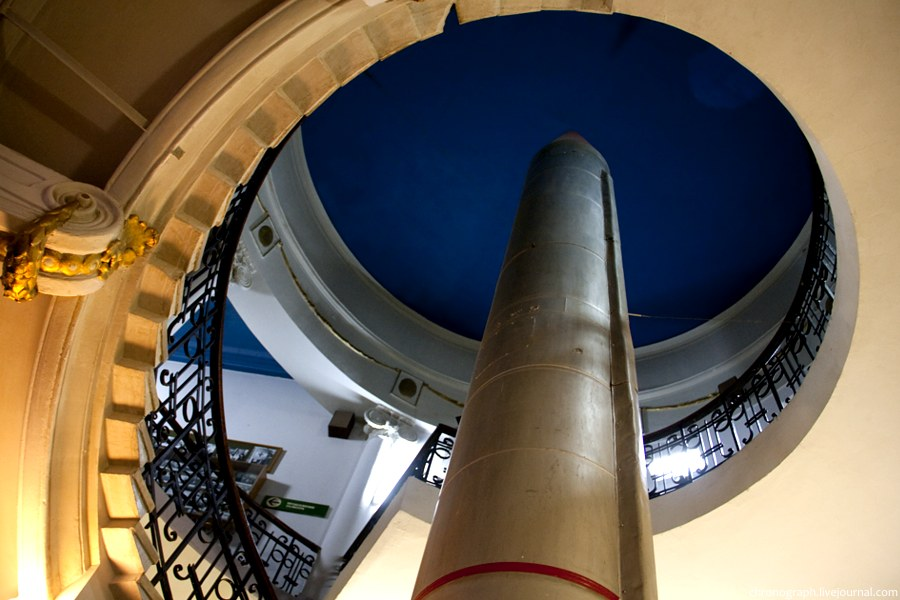
Верхняя часть Р-11М, военно-исторический музей Самары

Р-11М (Индекс ГРАУ — 8К11, по классификации МО США и НАТО — SS-1b Scud-A) — вариант Р-11 модернизированный в части возможности установки на ракету головной части в ядерном снаряжении.
| Дальность, км | Время полёта ракеты, сек. | Среднее отклонение           | Среднее отклонение        |
| ------------- | ------------------------- | ---------------------------- | ------------------------- |
| Дальность, км | Время полёта ракеты, сек. | в продольном направлении, км | в боковом направлении, км |
| 60            | 194                       | 0,4                          | 0,3                       |
| 74            | 206                       | 0,4                          | 0,3                       |
| 100           | 225                       | 0,5                          | 0,4                       |
| 150           | 259                       | 0,6                          | 0,5                       |
| 200           | 291                       | 0,6                          | 0,6                       |

Из-за своих массо-габаритных характеристик производимые в СССР в то время ядерные заряды не могли быть использованы в фугасной боевой части ракеты Р-11. Поэтому масса разработанной для ракеты 8К11 ядерной боевой части 3Н10 составила 950 кг, вследствие чего максимальная дальность ракеты уменьшилась до 150 км.
В боевой части 3Н10 был использован заряд имплозивного типа на основе конструкции заряда РДС-4 с применением в качестве ядерного горючего только урана-235. Для инициирования цепной реакции использовался внешний импульсный нейтронный источник. Боевые части 3Н10 оснащались зарядами различной мощности: 10, 20 и 40 килотонн.
В сентябре 1961 года на Новой Земле в рамках учения «Волга» проводились пуски ракет со штатными боевыми частями в ядерном снаряжении.
10 сентября 1961 года мощность взрыва составила 12 кт (что было выше рассчитанной), а 13 сентября 1961 года мощность взрыва составила только 6 кт (ниже рассчитанной), однако, заряд был взорван на заданной высоте и все мишени были уничтожены, а боевое поле получило высокую степень заражения, фоновые значения радиации восстановились только к 1977 году.
| Параметр                                                          | Значение  |
| ----------------------------------------------------------------- | --------- |
| Длина ракеты от опорных пят до вершины наконечника головной части | 10 344 мм |
| Диаметр ракеты                                                    | 880 мм    |
| Размах стабилизаторов                                             | 1800 мм   |
| Вес незаправленной ракеты                                         | 1990,1 кг |
| Вес заправленной ракеты при температуре +15 °С                    | 5409,6 кг |
| Вес топлива и воздуха                                             | 3419,4 кг |

### Р-11ФМ

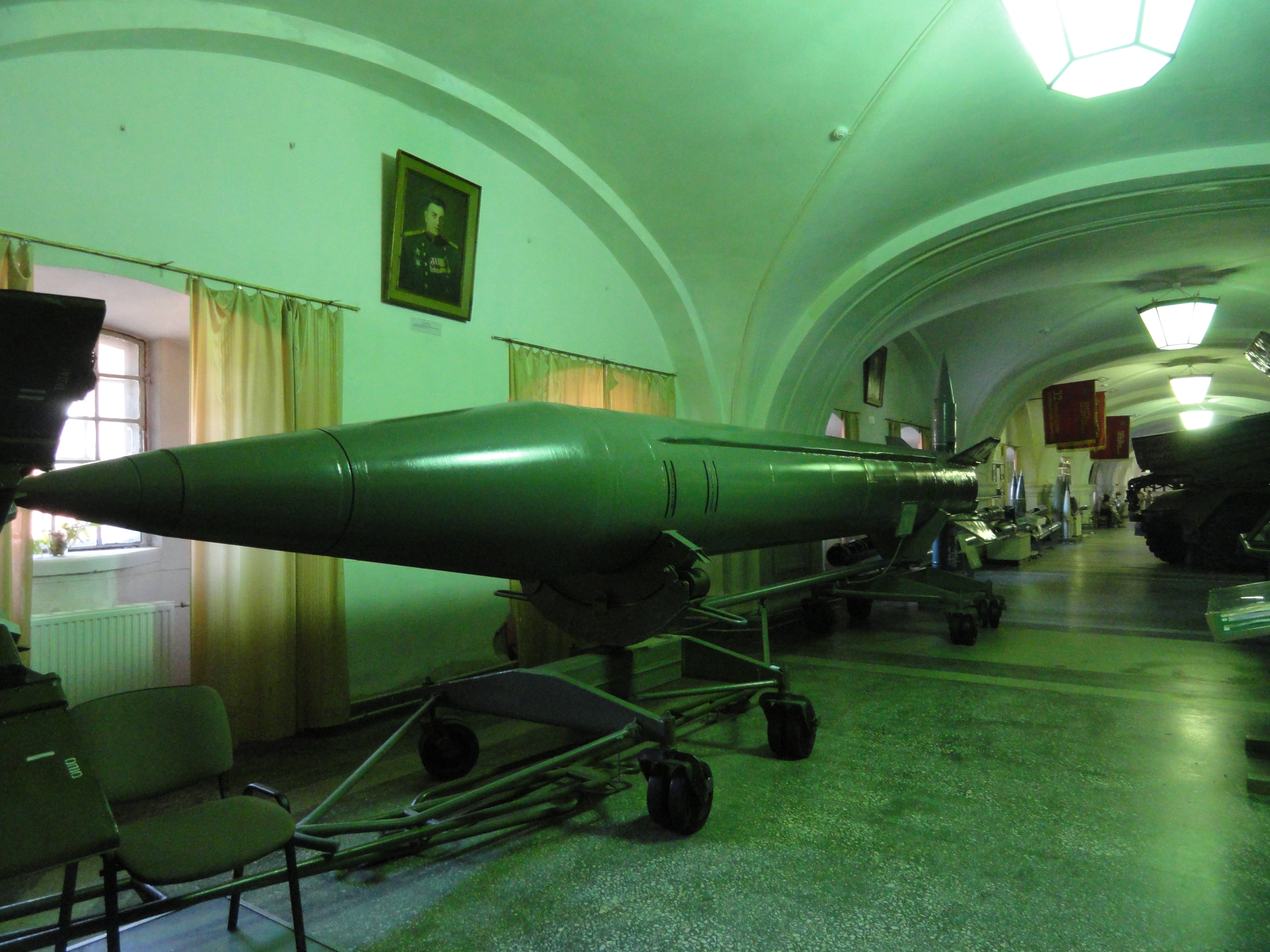
Р-11ФМ в Военно-историческом музее артиллерии, инженерных войск и войск связи

Р-11ФМ (индекс — 8А61ФМ) — морская модификация ракеты Р-11 для надводного пуска с подводных лодок, имевшая максимальную дальность 250 км и принятая на вооружение ВМФ. Разрабатывалась СКБ-385 В. П. Макеева.

### Р-11МУ
Р-11МУ (индекс ГРАУ — 8К12) — проект усовершенствованной ракеты Р-11М разрабатывавшийся СКБ-385 по постановлению правительства вышедшему весной 1957 года. При разработке планировалось переработать КД на ракету с учётом накопленных к этому времени опыта серийного изготовления и предложений по улучшению технологичности изготовления, а также внедрить в бортовую систему управления дублирование электрических цепей и ряда элементов. Остальные элементы конструкции ракеты, а также наземное оборудование планировалось без изменения заимствовать от Р-11М.
В июне 1957 года В. П. Макеев назначил ведущим конструктором по Р-11МУ Ю. Бобрышева. В процессе работ по проекту, ввиду увеличения массы дублированной СУ, встал вопрос по обеспечению заданной дальности стрельбы в 150 км. В результате поиска решения этой проблемы, было решено установить ЖРД с турбонасосным агрегатом (ТНА), обладающий более высокой удельной тягой. В результате поиска такого двигателя в ноябре 1957 года, конструкторами было решено использовать ЖРД С3.42 разработки ОКБ-3 Д. Д. Севрука, обеспечивающим, по расчётам, дальность стрельбы до 240 км.
В декабре 1957 года предложения конструкторов СКБ-385 по новой ракете были одобрены В. П. Макеевым. После проработки компоновки, пневмогидравлической схемы новой ракеты и проведения основных расчётов, в январе 1958 года, после посещения ОКБ-1 Макеевым с группой конструкторов СКБ-385, было получено одобрение С. П. Королёва.
1 апреля 1958 года, после согласования вопросов по новой ракете с ГАУ, было подписано постановление ЦК КПСС и правительства № 378—181 о разработке в СКБ-385 новой ракеты Р-17 с дальностью стрельбы от 50 до 240 км. Работы по проекту Р-11МУ были прекращены.

### Р-11А
На базе Р-11 была создана геофизическая ракета Р-11А пуски которой осуществлялись на Новой Земле по программе Международного геофизического года в 1958 году.

## Сравнительная характеристика

### Баллистические ракеты 1-го поколения
| Общие сведения и основные тактико-технические характеристики советских баллистических ракет первого поколения                                                                                    | Общие сведения и основные тактико-технические характеристики советских баллистических ракет первого поколения | Общие сведения и основные тактико-технические характеристики советских баллистических ракет первого поколения | Общие сведения и основные тактико-технические характеристики советских баллистических ракет первого поколения | Общие сведения и основные тактико-технические характеристики советских баллистических ракет первого поколения | Общие сведения и основные тактико-технические характеристики советских баллистических ракет первого поколения | Общие сведения и основные тактико-технические характеристики советских баллистических ракет первого поколения | Общие сведения и основные тактико-технические характеристики советских баллистических ракет первого поколения | Общие сведения и основные тактико-технические характеристики советских баллистических ракет первого поколения | Общие сведения и основные тактико-технические характеристики советских баллистических ракет первого поколения |
| Наименование ракеты | Р-1 | Р-2 | Р-5М | Р-11М | Р-7А | Р-9А | Р-12 и Р-12У                                                                                                  | Р-14 и Р-14У                                                                                                  | Р-16У |
| Конструкторское бюро | ОКБ-1 | ОКБ-1 | ОКБ-1 | ОКБ-1 | ОКБ-1 | ОКБ-1 | КБ «Южное» | КБ «Южное» | КБ «Южное» |
| --- | --- | --- | --- | --- | --- | --- | --- | --- | --- |
| Генеральный конструктор | С. П. Королёв                                                                                                 | С. П. Королёв                                                                                                 | С. П. Королёв                                                                                                 | С. П. Королёв, М. К. Янгель                                                                                   | С. П. Королёв                                                                                                 | С. П. Королёв                                                                                                 | М. К. Янгель                                                                                                  | М. К. Янгель                                                                                                  | М. К. Янгель                                                                                                  |
| Организация-разработчик ЯБП и главный конструктор | | | КБ-11, Ю. Б. Харитон                                                                                          | КБ-11, Ю. Б. Харитон                                                                                          | КБ-11, С. Г. Кочарянц                                                                                         | КБ-11, С. Г. Кочарянц                                                                                         | КБ-11, С. Г. Кочарянц                                                                                         | КБ-11, С. Г. Кочарянц                                                                                         | КБ-11, С. Г. Кочарянц                                                                                         |
| Организация-разработчик заряда и главный конструктор | | | КБ-11, Ю. Б. Харитон                                                                                          | КБ-11, Ю. Б. Харитон                                                                                          | КБ-11, Е. А. Негин                                                                                            | КБ-11, Е. А. Негин                                                                                            | КБ-11, Е. А. Негин                                                                                            | КБ-11, Е. А. Негин                                                                                            | КБ-11, Е. А. Негин                                                                                            |
| Начало разработки | 10.03.1947 | 14.04.1948 | 10.04.1954 | 13.02.1953 | 02.07.1958 | 13.05.1959 | 13.08.1955 | 02.07.1958 | 30.05.1960 |
| Начало испытаний | 10.10.1948 | 25.09.1949 | 20.01.1955 | 30.12.1955 | 24.12.1959 | 09.04.1961 | 22.06.1957 | 06.06.1960 | 10.10.1961 |
| Дата принятия на вооружение | 28.11.1950 | 27.11.1951 | 21.06.1956 | 1.04.1958 | 12.09.1960 | 21.07.1965 | 04.03.1959–09.01.1964                                                                                         | 24.04.1961–09.01.1964                                                                                         | 15.07.1963 |
| Год постановки на боевое дежурство первого комплекса | не ставились                                                                                                  | не ставились                                                                                                  | 10.05.1956 | переданы в СВ в 1958                                                                                          | 01.01.1960 | 14.12.1964 | 15.05.1960 | 01.01.1962 | 05.02.1963 |
| Максимальное количество ракет, стоявших на вооружении | | | 36 | | 6 | 29 | 572 | 101 | 202 |
| Год снятия с боевого дежурства последнего комплекса | | | 1966 | | 1968 | 1976 | 1989 | 1983 | 1977 |
| Максимальная дальность, км | 270 | 600 | 1200 | 170 | 9000-9500 — тяжёлый блок; 12000-14000, 17000 — лёгкий блок                                                    | 12500-16000                                                                                                   | 2080 | 4500 | 11000–13000                                                                                                   |
| Стартовая масса, т | 13,4 | 20,4 | 29,1 | 5,4 | 276 | 80,4 | 47,1 | 86,3 | 146,6 |
| Масса полезной нагрузки, кг | 1000 | 1500 | 1350 | 600 | 3700 | 1650–2095 | 1630 | 2100 | 1475–2175 |
| Длина ракеты, м | 14,6 | 17,7 | 20,75 | 10,5 | 31,4 | 24,3 | 22,1 | 24,4 | 34,3 |
| Максимальный диаметр, м | 1,65 | 1,65 | 1,65 | 0,88 | 11,2 | 2,68 | 1,65 | 2,4 | 3,0 |
| Тип головной части | неядерная, неотделяемая                                                                                       | моноблочная, неядерная, отделяемая                                                                            | моноблочная, ядерная                                                                                          | моноблочная, ядерная                                                                                          | моноблочная, ядерная                                                                                          | моноблочная, ядерная                                                                                          | моноблочная, ядерная                                                                                          | моноблочная, ядерная                                                                                          | моноблочная, ядерная                                                                                          |
| Количество и мощность боевых блоков, Мт | | | 1×0,3 | | 1×5 | 1×5 | 1×2,3 | 1×2,3 | 1×5 |
| Стоимость серийного выстрела, тыс. руб. | | | | | | | 3040 | 5140 | |
| Источник информации: Оружие ракетно-ядерного удара. / Под ред. Ю. А. Яшина. — М.: Издательство МГТУ имени Н. Э. Баумана, 2009. — С. 23–24 — 492 с. — Тираж 1 тыс. экз. — ISBN 978-5-7038-3250-9. | | | | | | | | | |

### Р-11 и Р-17
|                        | Р-11                        | Р-11М                       | Р-17                        | Р-17М? (9К77) «Эль Хуссейн» | Р-17ВТО (9К72-1)            | «Эль Аббас» |
| ---------------------- | --------------------------- | --------------------------- | --------------------------- | --------------------------- | --------------------------- | ----------- |
| Страна                 | Флаг СССР                   | Флаг СССР                   | Флаг СССР                   | /                           | Флаг СССР                   | Флаг Ирака  |
| Индекс ГРАУ            | 8А61                        | 8К11                        | 8К14                        | 9М77                        | 8К14-1Ф                     |             |
| Код НАТО               | SS-1A                       | SS-1B Scud A                | SS-1C Scud B                | SS-1D Scud C                | SS-1E Scud D                | ?           |
| Длина, м               | 10,424                      | 10,5                        | 11,164                      |                             | 12,29                       |             |
| Диаметр, м             | 0,88                        | 0,88                        | 0,88                        | 0,88                        | 0,88                        | 0,88        |
| Взлётная масса, кг     | 5350                        | 5400                        | 5862                        |                             | 5900                        |             |
| Полезная нагрузка, кг  | 690                         | 950                         | 989                         | 735?                        | 1017                        | 485?        |
| Двигательная установка | Одноступенчатая, жидкостная | Одноступенчатая, жидкостная | Одноступенчатая, жидкостная | Одноступенчатая, жидкостная | Одноступенчатая, жидкостная |             |
| Дальность стрельбы, км | 270                         | 150                         | 300                         | 550                         | 235                         | 850?        |
| КВО, м                 | 3000                        | 3000                        | 450                         | ?                           | 50                          | ?           |

## На вооружении
- СССР
  - 233-я инженерная бригада РВГК — сформирована в период июль-ноябрь 1954 года в г. Клинцы, Брянской области в составе 4-х дивизионов (два дивизиона с Р-1 (8А11) и два с БМД-20)[11], в период с марта по июль 1959 выполняла пуски Р-11 и Р-11М на 4 ГЦП[12];
  - 77-я инженерная бригада РВГК, сформирована в июле 1953 года в с. Капустин Яр, 16 октября 1953 года передислоцирована в п. Новые Белокоровичи Житомирской области (Прикарпатский военный округ). На Р-11 бригада перевооружена в 1955 году, в августе 1958 года 77 ибр была передана из подчинения заместителя Министра обороны СССР по специальному вооружению и ракетной технике в состав Сухопутных войск и передислоцирована в ГСВГ. Бригада стала именоваться 23-й ракетной бригадой. Выполнила на 4 ГЦП 5 пусков в августе и 2 пуска в октябре 1959 года[12]. В начале 1960-х годов 23 рбр перевооружена на ракетный комплекс с гусеничной ПУ 2П19 и ракетой 8К14. Дислоцировалась в г. Кёнигсбрюк;
  - 90-я инженерная бригада РВГК, проводила пуски Р-11 и Р-11М на 4 ГЦП в марте-июле 1959 года[12];
  - 199-я гвардейская ракетная бригада (сформирована в 1960 году на базе 199-й инженерной бригады), в период с марта по июль 1959 года, как 199 ибр, проводила пуски на 4 ГЦП[12];
  - 159-я ракетная бригада (сформирована в 1958 году на территории 233-й инженерной бригады в г. Клинцы без получения техники, после чего передислоцирована в г. Тахиа-Таш Туркестанского военного округа, где в 1959 году третий дивизион получил на вооружение Р-11М. В том же году бригада без третьего дивизиона была вновь передислоцирована в г. Кировоград Киевского военного округа и в 1960 году была полностью доукомплектована техникой ракетного комплекса Р-11М. В 1963 году бригада перевооружена на Р-17 и вновь сформирован третий дивизион)
  - 153-я инженерная бригада, в период с сентября по декабрь 1959 года выполнила 19 пусков на 4 ГЦП[12];
  - 164-я инженерная бригада, в декабре 1959 года выполнила 4 пуска на 4 ГЦП[12];
  - 106-я ракетная бригада; 403 ордн из её состава совместно с контрольной группой 60-го учебного ракетного центра Сухопутных войск в период с 4 по 11 октября 1968 года выполнил десять пусков ракеты 8К11 в в/ч 03080 в Приозёрске (с целью испытаний огневого комплекса системы С-200)[6]
- Венгрия, состоял на вооружении 5-й отдельной ракетной бригады (MN 1480[прим. 1]) «Тапольца» (венг. Tapolca) сформированной в 1963 году — в том числе в 1970-е годы[13] (в середине 1970-х гг. перевооружена на РК 9К72)
- ГДР, состоял на вооружении:
  - 5-й ракетной бригады «Bruno Leuschner» (Демен)
  - 3-й ракетной бригады «Otto Schwab» (Таутенхайн)[14];
- ПНР[14], состоял на вооружении:
  - 3-й Варшавской оперативно-тактической ракетной бригады (Бедруско[пол.])
  - 2-й Померанской оперативно-тактической ракетной бригады (г. Хощно)
  - 18-й Померанской оперативно-тактической ракетной бригады (г. Болеславец)
  - 32-й Померанской оперативно-тактической ракетной бригады (г. Ожиш)
- Румыния[14], состоял на вооружении:
  - 32-й оперативно-тактической ракетной бригады (г. Текуч)
  - 37-й оперативно-тактической ракетной бригады (г. Инеу)
- Чехословакия[14], состоял на вооружении:
  - 311-й оперативно-тактической ракетной бригады (г. Йинце[англ.])
  - 321-й оперативно-тактической ракетной бригады (г. Рокицани)
  - 331-й оперативно-тактической ракетной бригады (г. Йичин)
- Болгария, состоял на вооружении[15]:
  - 46-й ракетной (артиллерийской технической) бригады (г. Самоков) — в 1975 году бригада была первооружена на комплекс 9К72
  - 56-й ракетной бригады (Марино-Поле) — расформирована в 1989 г.
  - 66-й ракетной бригады (Ямбол) — в 1975 году бригада первооружена на комплекс 9К72

## Экспозиции

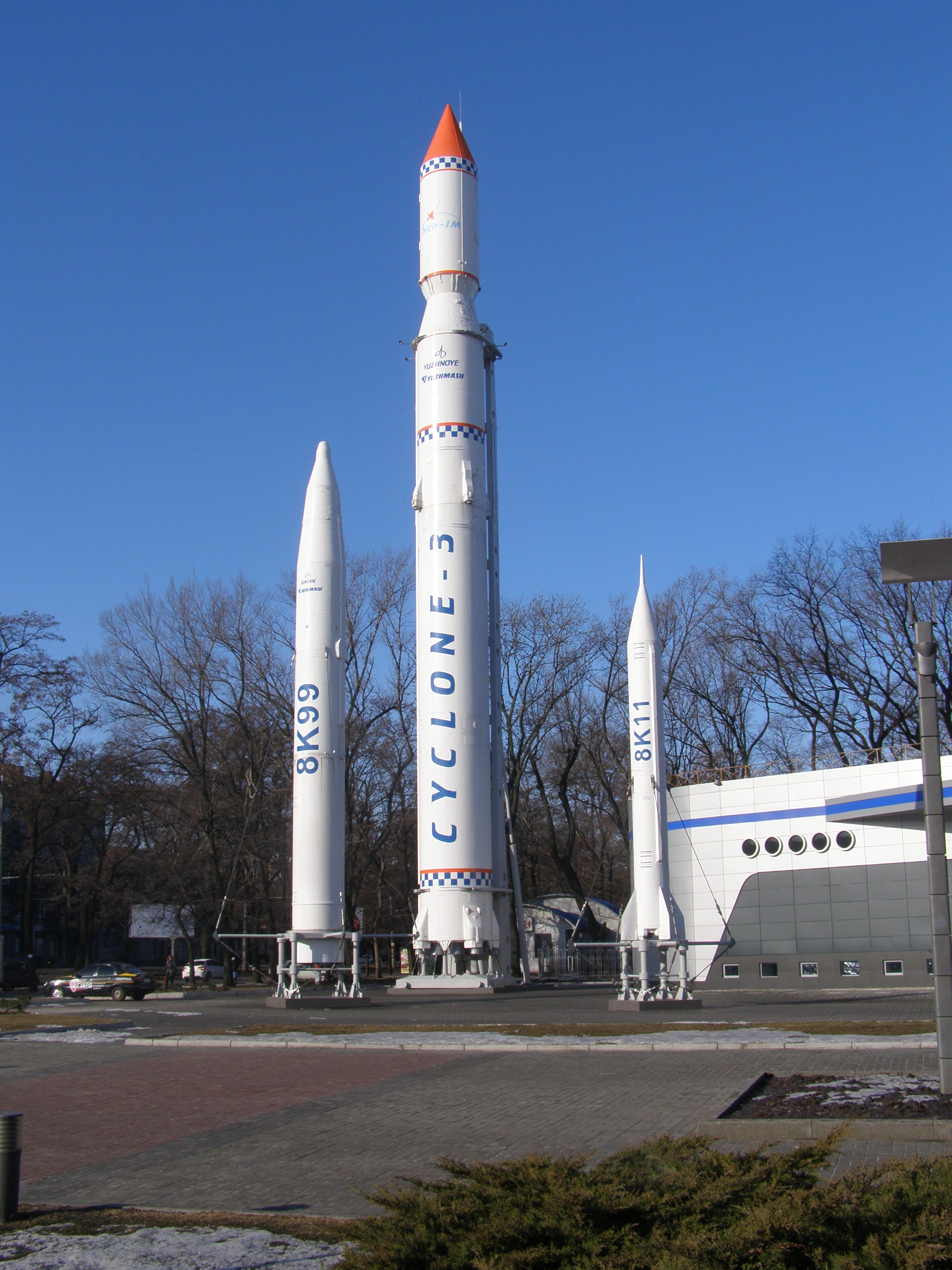
Р-11 (8К11) рядом с ракетами РТ-20 (8К99) и «Циклон-3» в «Парке ракет», город Днепр

- Р-11 представлена в холле Самарского военно-исторического музея;
- Р-11 экспонирована на открытой площадке центра инновационных технологий «Парк ракет» в г. Днепр[16]
- Р-11 экспонирована на открытой площадке музея Великой Отечественной войны в Киеве.[источник не указан 3184 дня]
- Р-11М экспонирована как памятник на каменном постаменте в г. Рыбинске. На постаменте надпись: «В ком дух велик, в том сила нерушима».

### Русскоязычные ресурсы
- Ракета Р-11. Оф. сайт РКК «Энергия» им С.П. Королева. Дата обращения: 15 ноября 2009.
- Баллистические ракеты малой дальности Р-11 - SS-1B SCUD-A (1953 г.). Military.Tomsk.ru Отечественная военная техника (после 1945 г.) (2009). Дата обращения: 15 ноября 2009. Архивировано 15 февраля 2012 года.
- Баллистическая ракета малой дальности Р-11, Р-11М (8К11) SS-1B "Scud A". проект "Капустин Яр. История, техника, люди". Дата обращения: 15 ноября 2009.
- Бобрышев Ю. А. Так рождался знаменитый «Скад» // Научно-технический журнал «Двигатель». — М., 2005. — Вып. 39, № 3. — С. 48.

### Иноязычные ресурсы
- SS-1 'Scud' (R-11/8K11, R-11FM (SS-N-1B) and R-17/8K14) (англ.). Оф. сайт Jane's Information Group. Дата обращения: 15 ноября 2009.